# 内耳道
内耳道（英文：Internal auditory meatus 或 Internal acoustic meatus）是颅骨上颞骨岩部内的一个腔道，位于颅后窝和内耳之间，颜面神经、前庭神经、耳蜗神经及相关血管均从中通过。

## 结构
内耳道的开口被称为“内耳门（Internal acoustic opening）”，位于颅骨的颅后窝内，靠近颞骨岩部后表面的中心，开口大小不一，外侧边缘光滑。内耳道的腔道约1厘米长，该腔道靠外的部分被称为“内耳道底（fundus）”。内耳道底可分出三个管道，分别通过颜面神经、前庭神经以及耳蜗神经，其中前庭神经还可细分为上、下部。

## 功能
除了颜面神经、前庭神经以及耳蜗神经外，迷路动脉（又称“内听动脉”）、内听静脉也均通过内耳道。前庭神经节也位于内耳道中。